# Владимир Лидский
Владимир Лидский (настоящее имя Владимир Леонидович Михайлов; 15 июня 1957, Москва) — советский, российский и кыргызстанский прозаик, поэт, драматург, сценарист, член Союза кинематографистов Кыргызской Республики. Лауреат многих литературных премий.

## Биография
Владимир Леонидович Михайлов родился 15 июня 1957 году в Москве, в семье служащих. Окончил Всесоюзный государственный институт кинематографии, сценарно-киноведческий факультет.
Работал на киностудии «Центрнаучфильм» ассистентом оператора.
Сотрудничал с московской и региональной прессой («Московский комсомолец», «Советский экран», «Труд», «Московская правда», «Неделя» и др.).
В 1984 году переехал в город Фрунзе в Киргизскую ССР. Работал на киностудии «Киргизфильм», затем работал в Гостелерадио Киргизской ССР, позже в Телекинокомпании «Хан-Тенгри». Является автором сценариев многих документальных фильмов и радиопостановок, автор девяти циклов телевизионных передач. В телекинокомпании «Хан-Тенгри», работая главным редактором, в качестве режиссёра снял ряд фильмов этнографического направления. Является членом Союза кинематографистов Киргизии. В 1985 и 1989 годах становился лауреатом премии Союза кинематографистов Киргизской ССР, был дипломантом Всекитайского фестиваля телевизионных фильмов, лауреатом Международного поэтического конкурса «Золотая строфа».
В начале 1990-х годов начал публиковать литературное творчество собственного сочинения в республиканских изданиях. Спектакли по его пьесам поставлены в Москве, Орле, Тель-Авиве.
В петербургском издательстве «Лимбус пресс» в 2012 году вышел его роман «Русский садизм»", который стал финалистом литературной премии «Национальный бестселлер». В конце 2013 года в США издательство «Франтирер» издало второй роман Владимира Лидского — «Избиение младенцев». Повесть «Улети на небо», удостоенная «Русской премии» 2014 года вышла в свет в мае 2016 года благодаря участию московского издательства «РИПОЛ классик». В мае 2017 года это же издательство опубликовало роман «Сказки нашей крови», который также был отмечен «Русской премией» за 2016 год.
Проживает в Бишкеке.

## Награды и премии
- Лауреат «Русской премии» (2014);
- Лауреат «Русской премии» (2016);
- Лауреат премии «Вольный стрелок: Серебряная пуля» (США)[8];
- Лауреат премии им. Марка Алданова;
- лауреат премии «Арча» (Кыргызстан);
- Победитель драматургического конкурса «Badenweiler» (Германия),
- победитель драматургического конкурса «Действующие лица»,
- финалист «Национального бестселлера»,
- финалист премии Андрея Белого,
- финалист Бунинской премии,
- лонг-лист «Русского Букера»,
- лонг-лист премии «НОС»,
- Лауреат Международной премии имени Фазиля Искандера (2024)[9].